# Hillman 80 hp
La 80 hp è un'autovettura di lusso prodotta dalla Hillman nel 1936.
Aveva installato un motore a sei cilindri in linea a valvole laterali da 3.181 cm³ di cilindrata. Il modello montava pertanto il medesimo propulsore della Hawk. La trazione era posteriore. La 80 hp era disponibile con un solo tipo di carrozzeria, berlina quattro porte. Il modello raggiungeva una velocità massima di 117 km/h.